# Marcelo D’Ambrosio

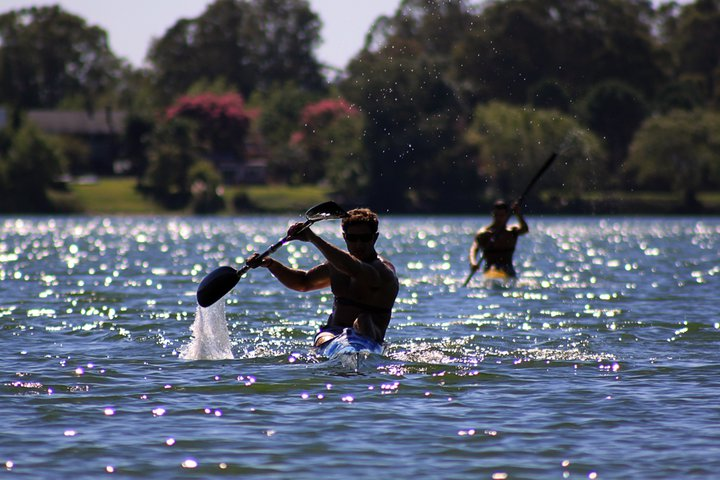
Marcelo D’Ambrosio

Marcelo D’Ambrosio (* 20. Jahrhundert) ist ein uruguayischer Kanute.
Marcelo D’Ambrosio gehörte dem Teilnehmerfeld bei den XV. Südamerikanischen Kanumeisterschaften 1997 im November jenes Jahres in Chile an. Bei dieser Veranstaltung startete er im K1 in der Juniorenklasse über 1000 Meter und belegte hinter Roger Caumo (Brasilien) und Cesar de Cesare den dritten Rang. Auch über 500 Meter wurde er Dritter hinter Matias Alac (Argentinien) und Caumo. Im Junioren-K2 über diese Strecke erreichte er gemeinsam mit Pelayo Soria den 2. Platz. D’Ambrosio nahm mit der uruguayischen Mannschaft an den Südamerikaspielen 1998 in Cuenca teil. Dort gewann er insgesamt sechs Bronzemedaillen. Diese verteilten sich auf die Kategorien K1 (200 Meter), K1 (500 Meter), K1 (1000 Meter), K2 (200 Meter), K4 (200 Meter) und K4 (500 Meter). Unter anderem im Jahr 2001 wurde er sechsfacher Uruguayischer Meister über die 200-Meter-, 500-Meter- und 1000-Meter-Strecke im Einer und im Zweier ebenfalls über diese drei Distanzen an der Seite von Andrés Cardozo. Im Folgejahr bei den Südamerikaspielen 2002 in Brasilien sicherte er sich im K1 Silber über 200 Meter und Bronze über 500 Meter. Seine dritte Teilnahme bei diesen ODESUR-Spielen im Jahre 2006 münzte er in den Silbermedaillengewinn im K1 über 1000 Meter um. Auch bei den Panamerikanischen Spielen 1999, 2003 und 2007 gehörte er jeweils dem uruguayischen Aufgebot an. Dort und auch bei Südamerikaspielen 2010 in Medellín blieb ihm allerdings ein weiterer Siegerpodestplatz versagt.